# Lidtjärnet (Nössemarks socken, Dalsland)
Lidtjärnet är en sjö i Dals-Eds kommun i Dalsland och ingår i Göta älvs huvudavrinningsområde.